# Хоккей с шайбой на зимних Олимпийских играх 2006

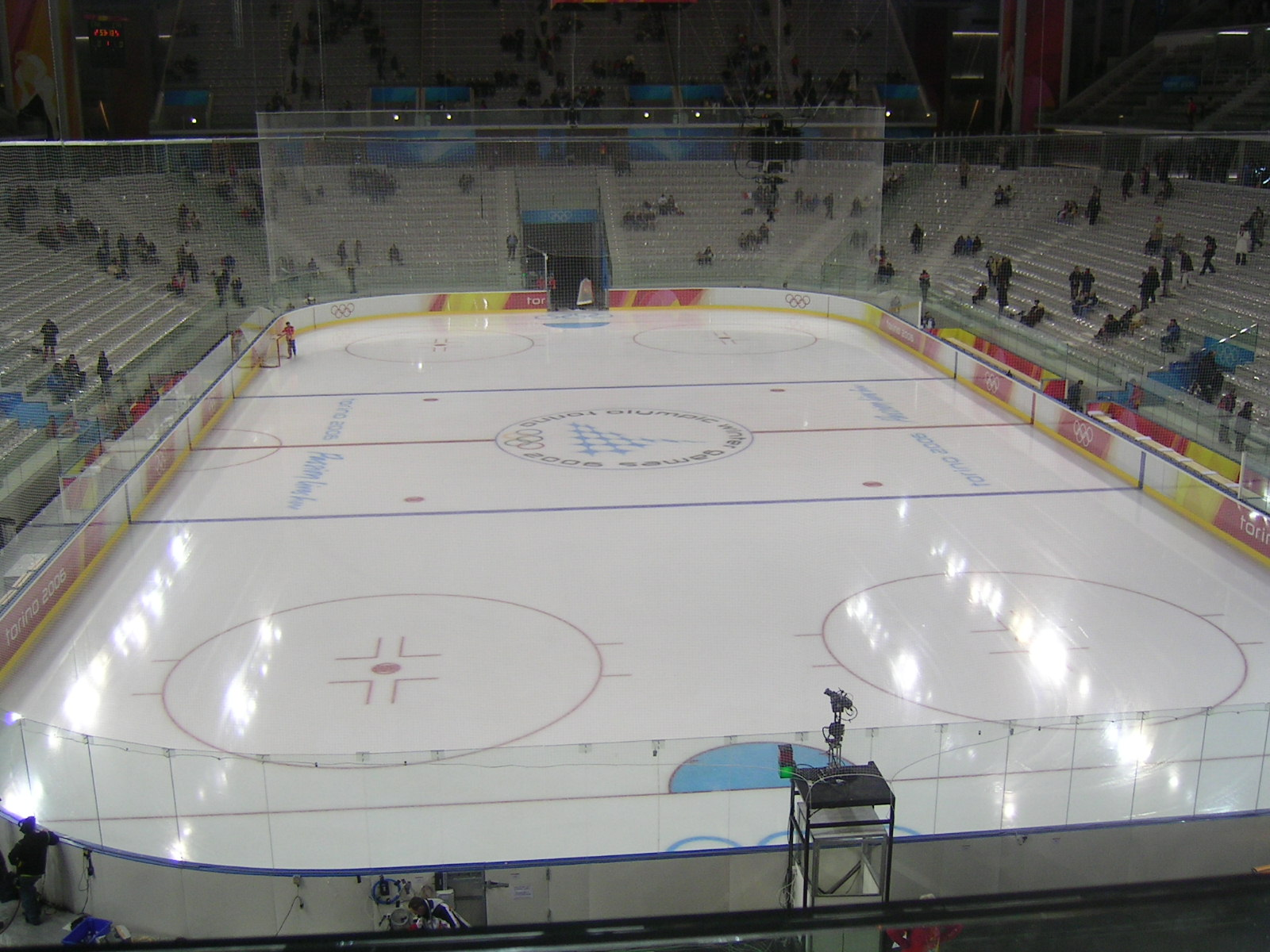
«Паласпорт Олимпико» в Турине, где проходили матчи хоккейного турнира

Хоккейный турнир зимних Олимпийских игр 2006 года проходил в итальянском городе Турин. Было разыграно два комплекта медалей: 21-й раз у мужчин и 3-й раз у женщин.
Мужской турнир второй раз в своей истории выиграла сборная Швеции, обыграв в финальном матче сборную Финляндии со счетом 3:2, а в игре за бронзовые медали команда Чехии оказалась сильнее России (3:0). Женский турнир выиграла сборная Канады, серебряные медали сенсационно взяла команда Швеции, а сборная США довольствовалась только бронзовой медалью.

## Призёры

### Медалисты
| Дисциплина            | Золото | Серебро | Бронза |
| Мужчины см. подробнее | Швеция · Никлас Хавелид · Кенни Йонссон · Никлас Кронвалл · Никлас Лидстрём · Маттиас Олунд · Ронни Сундин · Даниэль Чернквист · Даниэль Альфредссон · Пер-Юхан Аксельссон · Петер Форсберг · Мика Ханнула · Томас Хольмстрем · Йорген Йонссон · Фредрик Модин · Самуэль Польссон · Микаэль Самуэльссон · Даниэль Седин · Хенрик Седин · Матс Сундин · Хенрик Зеттерберг · Стефан Лив · Хенрик Лундквист · Микаель Теллквист | Финляндия · Аки-Петтери Берг · Лассе Кукконен · Тони Людман · Антти-Юсси Ниеми · Петтери Нуммелин · Теппо Нумминен · Сами Сало · Киммо Тимонен · Никлас Хагман · Юкка Хентунен · Олли Йокинен · Юсси Йокинен · Нико Капанен · Саку Койву · Микко Койву · Анти Лааксонен · Йере Лехтинен · Вилле Ниеминен · Вилле Пелтонен · Яркко Рууту · Теэму Селянне · Антеро Нииттимяки · Фредрик Норрена | Чехия · Франтишек Каберле · Томаш Каберле · Филип Куба · Павел Кубина · Марек Малик · Ярослав Шпачек · Марек Жидлицки · Ян Булис · Пётр Чаянек · Патрик Элиаш · Мартин Эрат · Милан Гейдук · Алеш Хемски · Яромир Ягр · Алеш Коталик · Роберт Ланг · Ростислав Олеш · Вацлав Проспал · Мартин Ручински · Мартин Страка · Давид Выборны · Доминик Гашек · Милан Гниличка · Душан Салфицки · Томаш Вокоун |
| Женщины см. подробнее | Канада · Меган Агоста · Джиллиан Аппс · Дженнифер Боттерилл · Кэсси Кэмпбелл · Даниэлль Гойетт · Джейна Хеффорд · Бекки Келлар · Джина Кингсбери · Шарлин Лабонте · Карла Маклеоид · Каролин Квеллетт · Чери Пайпер · Черил Паундер · Коллин Состорикс · Ким Сент-Пьер · Вики Сунохара · Сара Валланкур · Кэти Уэзерстон · Хейли Уикенхайзер                                                                                 | Швеция · Сесилия Андерссон · Гунилла Андерссон · Йенни Ассерхольт · Анна-Луиза Эдстранд · Йоа Эльфсберг · Эмма Элиассон · Эрика Хольст · Нанна Янссон · Ильва Линдберг · Йенни Линдквист · Кристина Лундберг · Ким Мартин · Фрида Неваляйнен · Эмили О’Конор · Мария Рут · Даниела Рундквист · Терезе Шёландер · Катарина Тимглас · Анна Викман · Пернилла Винберг                            | США · Кейтлин Кахоу · Джули Чу · Натали Дарвиц · Пэм Драйер · Триша Данн-Луома · Молли Энгстром · Санда Ганн · Джейми Хагерман · Ким Инсалако · Кейтлин Каут · Кортни Кеннеди · Кэти Кинг · Кристин Кинг · Саран Парсонс · Дженни Поттер · Хелен Резор · Анджела Руджеро · Келли Стивенс · Линдси Уолл · Крисси Уэнделл                                                                                 |